# 動物園橋

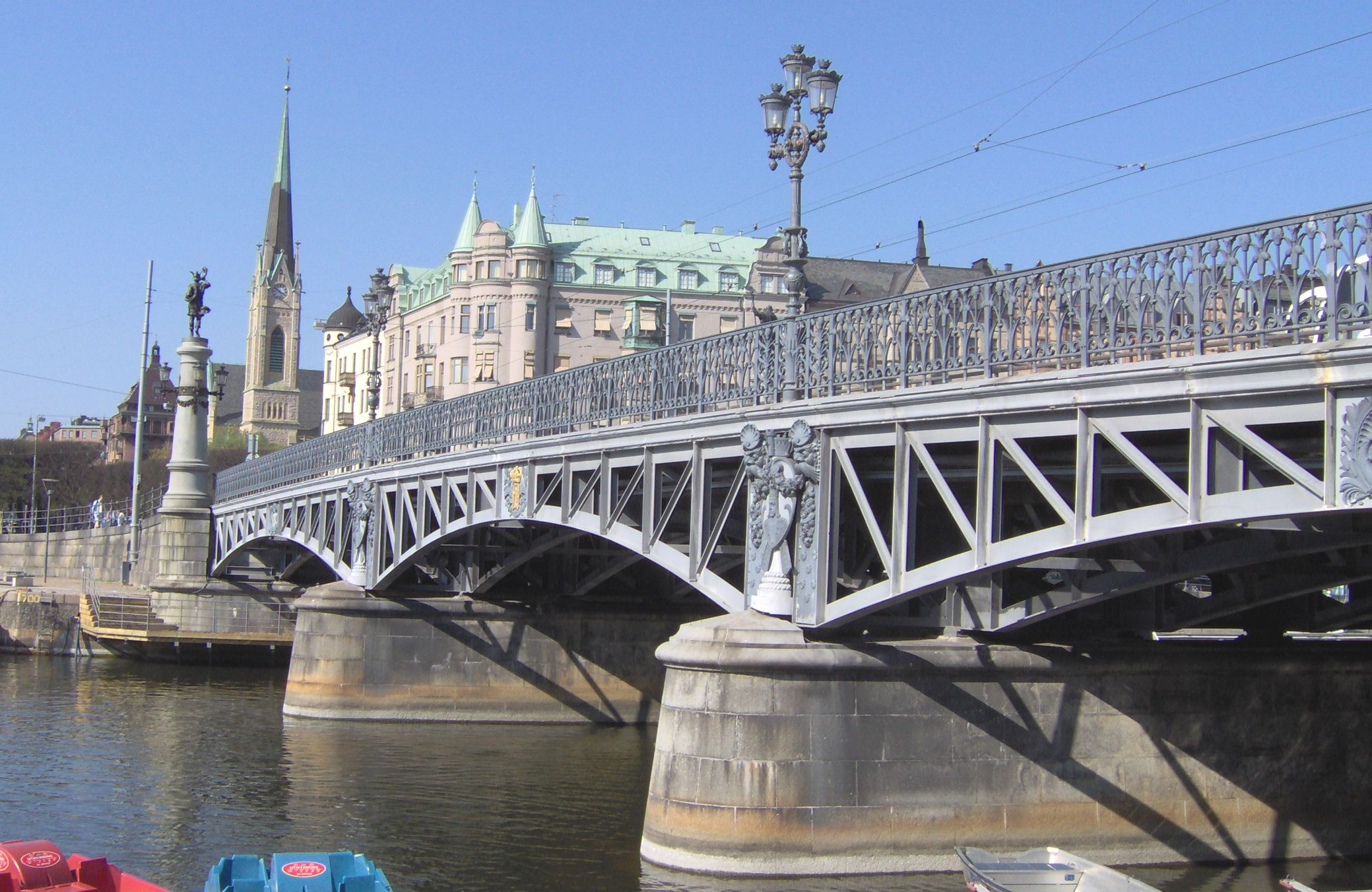

動物園橋（Djurgårdsbron）是位於瑞典首都斯德哥爾摩市中心的一座橋樑，設計者是Carl Fraenell，為1897年斯德哥爾摩世界博覽會而修建。動物園橋上有四個花崗岩柱，上雕刻有四位斯堪迪納維亞神明。1977年，動物園橋曾經得到重建
。